# Blakesley
Blakesley es un pueblo y una parroquia civil del distrito de South Northamptonshire, en el condado de Northamptonshire (Inglaterra).

## Demografía
Según el censo de 2001, Blakesley tenía 492 habitantes (240 varones y 252 mujeres). 111 de ellos (22,56%) eran menores de 16 años, 345 (70,12%) tenían entre 16 y 74, y 36 (7,32%) eran mayores de 74. La media de edad era de 39,58 años. De los 381 habitantes de 16 o más años, 75 (19,69%) estaban solteros, 249 (65,35%) casados, y 57 (14,96%) divorciados o viudos. 249 habitantes eran económicamente activos, 245 de ellos (98,39%) empleados y otros 4 (1,61%) desempleados. Había 7 hogares sin ocupar y 196 con residentes.
| 659                         | 641 | 752 | 829 | 830 | 798 | - | - | 400 | 453 | 431 | 423 | 432 | 376 | - | 349 | 338 |
| (Fuente: Vision of Britain) |     |     |     |     |     |   |   |     |     |     |     |     |     |   |     |     |